# Europese kampioenschappen karate (KI)
De Europese kampioenschappen kyokushin-kan karate zijn door de Kyokushin-Kan International (KI) georganiseerde kampioenschappen voor karateka's.

## Geschiedenis
De eerste editie vond plaats in 2006 in het Oekraïense Kiëv.

## Edities
| Editie | Jaar | Locatie             |
| ------ | ---- | ------------------- |
| 1      | 2006 | Kiëv (Oekraïne)     |
| 2      | 2008 | Moskou (Rusland)    |
| 3      | 2010 | Varna (Bulgarije)   |
| 4      | 2012 | Jerevan (Armenië)   |
| 5      | 2015 | Berlijn (Duitsland) |